# Liolaemus telsen
Liolaemus telsen este o specie de șopârle din genul Liolaemus, familia Tropiduridae, descrisă de Cei 1999. Conform Catalogue of Life specia Liolaemus telsen nu are subspecii cunoscute.